# Perfect World (Unternehmen)

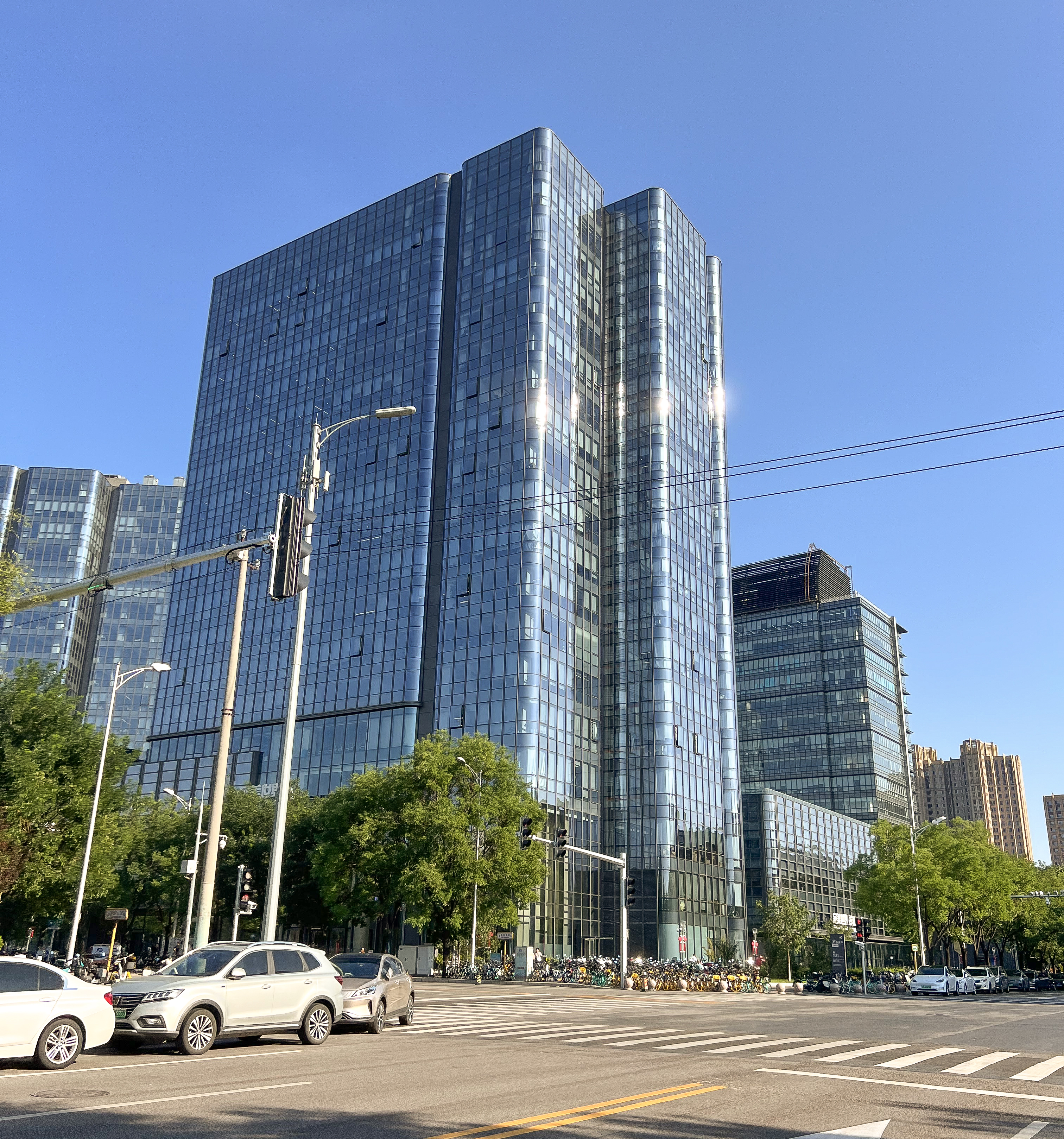
Hauptsitz

Perfect World (chinesisch: 完美世界股份有限公司) ist ein chinesischer Publisher für Computerspiele. Auf dem westlichen Markt tritt er vor allem über sein amerikanisches Tochterunternehmen Perfect World Entertainment, Inc. auf. Das Unternehmen ist hauptsächlich spezialisiert auf Online-Spiele, insbesondere für Free-to-play-Geschäftsmodell.

## Beschreibung
Perfect World wurde 2004 von Chi Yufeng gegründet. Im Jahr 2007 wurde Perfect World an der amerikanischen Tech-Börse Nasdaq unter PWRD gelistet. 2008 gründete das Unternehmen eine nordamerikanische Tochter namens Perfect World Entertainment. Deren erste Phase des Wachstums bestand darin, Versionen beliebter chinesischer Spiele einem englischsprachigen Publikum zugänglich zu machen.
2009 schloss Perfect World einen weltweiten Publishing-Vertrag mit dem amerikanischen Entwicklerstudios Runic Games für ihr kommendes Spiel Torchlight. Im Folgejahr wurde Perfect World für 8,4 Millionen US-Dollar schließlich Mehrheitseigner von Runic Games. Im Mai 2011 übernahm der Konzern weiterhin das MMO-Entwicklerstudio Cryptic Studios vom französischen Publisher Atari. Der chinesische Publisher zahlte dafür 35 Millionen Euro. 2015 gab Gründer Chi ein Angebot für die Privatisierung des Unternehmens ab, worauf es von der Nasdaq genommen wurde. Im April 2016 verkaufte Chi das Unternehmen dann an sein an der Börse in Shenzen gelistetes Filmunternehmen Perfect World Pictures (SZSE: 002624). Chi erhoffte sich von diesem Manöver eine höhere Bewertung des Unternehmens, gleichzeitig stieg sein Anteil am fusionierten Unternehmen von 22,6 auf 47,6 %. Für die Übernahme zahlt Perfect World Pictures zwölf Milliarden Yuan, umgerechnet etwa 1,85 Milliarden US-Dollar. Im Juli 2016 benannte sich Perfect World Pictures in Perfect World um und strebt seither eine stärkere Verknüpfung seiner verschiedenen Produkte in allen Medienbereichen an. 2017 galt das Unternehmen in der Darstellung der China Daily als der erfolgreichste Exporteur chinesischer Computerspiele.
2017 wurde Runic Games von Perfect World geschlossen. Perfect World Entertainment kündigte im Januar 2021 in Zusammenarbeit u. a. mit der US-Organisation Boys & Girls Clubs of America eine Wohltätigkeitsinitiative, genannt Perfect World Level Up, zur Unterstützung der amerikanischen Jugend an.
Perfect World betreibt über seine amerikanische Tochter derzeit 13 Titel und vertreibt die Spiele seiner Entwicklerstudios Cryptic Studios (Star Trek Online, Champions Online, Neverwinter), My Own Swordsman und ehemals Runic Games (Torchlight und Torchlight II).

## Spiele
- Arena of Heroes
- Battle of the Immortals
- Blacklight: Retribution
- Champions Online
- Don’t Even Think
- Elemental Kingdoms
- Ether Saga Online
- Forsaken World: War of Shadows
- Fortuna
- Gigantic
- Jade Dynasty
- Heroes of Three Kingdoms
- Hob
- Legend of Martial Arts
- Livelock
- Neverwinter
- Perfect World
- Prime World
- Remnant: From the Ashes
- Royal Quest
- Rusty Hearts
- Star Trek Online
- Swordsman Online
- Torchlight Mobile
- War of the Immortals